# Scott Fisher
Pour les articles homonymes, voir Fisher.
Scott Fisher, né le 20 juillet 1963 à San José, aux États-Unis, est un joueur et entraîneur australien d'origine américaine de basket-ball. Il évolue au poste d'ailier fort.